# Komolec
Komolec – wieś w Słowenii, w gminie Kočevje. W 2018 roku pozostawała niezamieszkana.